# 何塞·曼努埃尔·潘多将军县

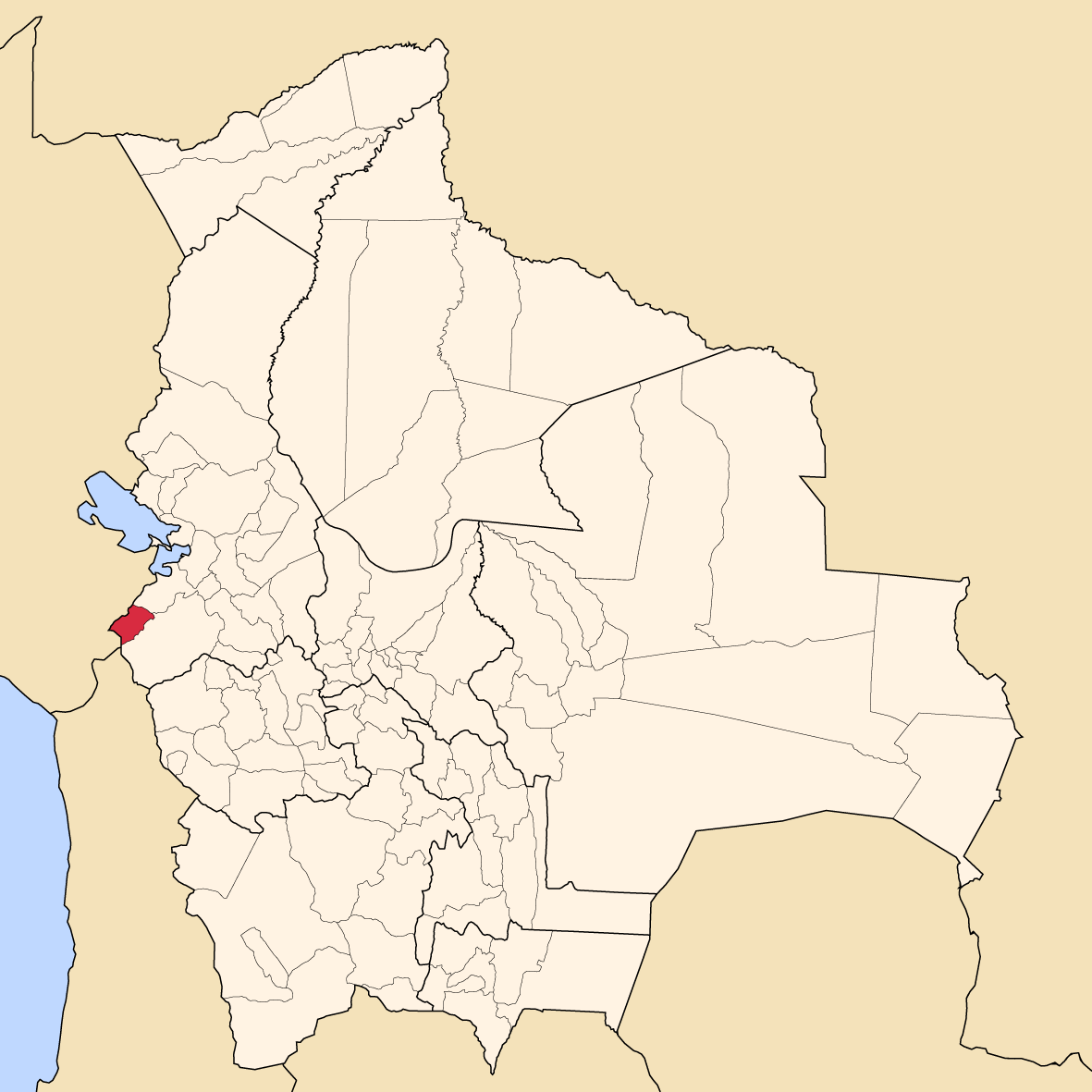

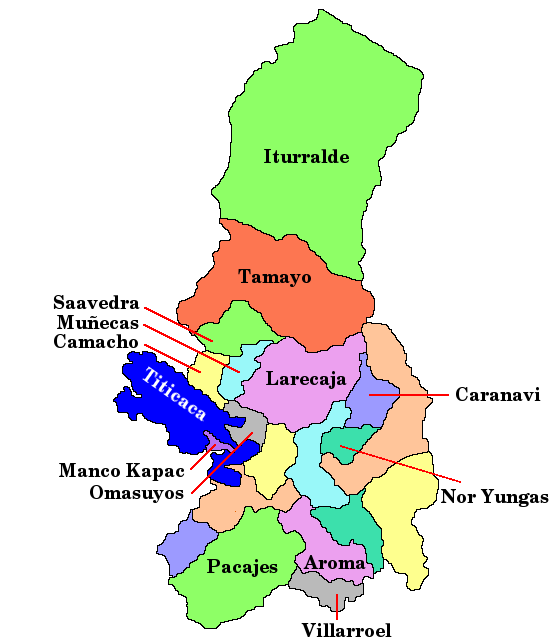

何塞·曼努埃爾·潘多将军县（西班牙語：Provincia del General José Manuel Pando），是玻利維亞的县份，位於該國西部，屬於拉巴斯省的一部分，县府設於圣地亚哥-德马查卡，面積1,976平方公里，2012年人口7,381。該县以總統何塞·曼努埃爾·潘多命名。
17°10′S 69°20′W / 17.167°S 69.333°W